# Sandra Arenas
Sandra Arenas, född 17 september 1993, är en friidrottare från Colombia. Hon deltog vid olympiska sommarspelen 2012, olympiska sommarspelen 2016, olympiska sommarspelen 2020 och olympiska sommarspelen 2024.